# Forum2050
特定非営利活動法人Forum2050（フォーラム2050）は、日本の国際協力・国際開発活動家である戸田隆夫が提唱した「未来を創造し、他者とのつながりの中で自ら幸せを感じて生きようとするこどもたちを応援するために、こどもたちが未来の世界への想いをかたちにし、分かちあい、そしてそこから学びあうための「場」を提供したい」という想いに賛同した仲間たちによって2023年に作られた任意団体。代表は提唱者の戸田が務める。

## 解説
世界中のこどもたちに「未来の世界がどうなっていて欲しいか?」「そのために、自分は、今をどう生きるか?」という2つの問いを立て、こどもたちの想像力でこどもたちの未来を考えてもらう目的で活動をしている。
2023年3月29日の発足時点で既に日本、バングラデシュ、マーシャル諸島、カザフスタンなどといった世界各地のこどもたちに未来である2050年を想像してもらい、その想像力を映像や画像、文章に残す活動を始めている。
2023年4月、一般財団法人Soilが実施する助成プログラムSoil100に採択された。
2023年7月、東京都より特定非営利活動法人の認証がなされ、特定非営利活動法人Forum2050となった。